# Huntersville (Virginie-Occidentale)
Pour les articles homonymes, voir Huntersville.
Huntersville est une census-designated place située dans le comté de Pocahontas, dans l’État de Virginie-Occidentale, aux États-Unis. Lors du recensement de 2020, elle comptait 68 habitants.